# P&O Pioneer
Il P&O Pioneer è un traghetto bidirezionale appartenente alla P&O Ferries.

## Servizio
Varato il 2 febbraio 2022 nel cantiere navale COMEC di Guangzhou con il nome di P&O Pioneer e consegnato il 28 febbraio 2023 alla P&O Ferries, salpa per l'Europa il 3 marzo successivo.
Giunto a Dunkerque il 4 aprile, prende servizio sulla Dover-Calais a partire dal 19 giugno in sostituzione del Pride Of Canterbury.

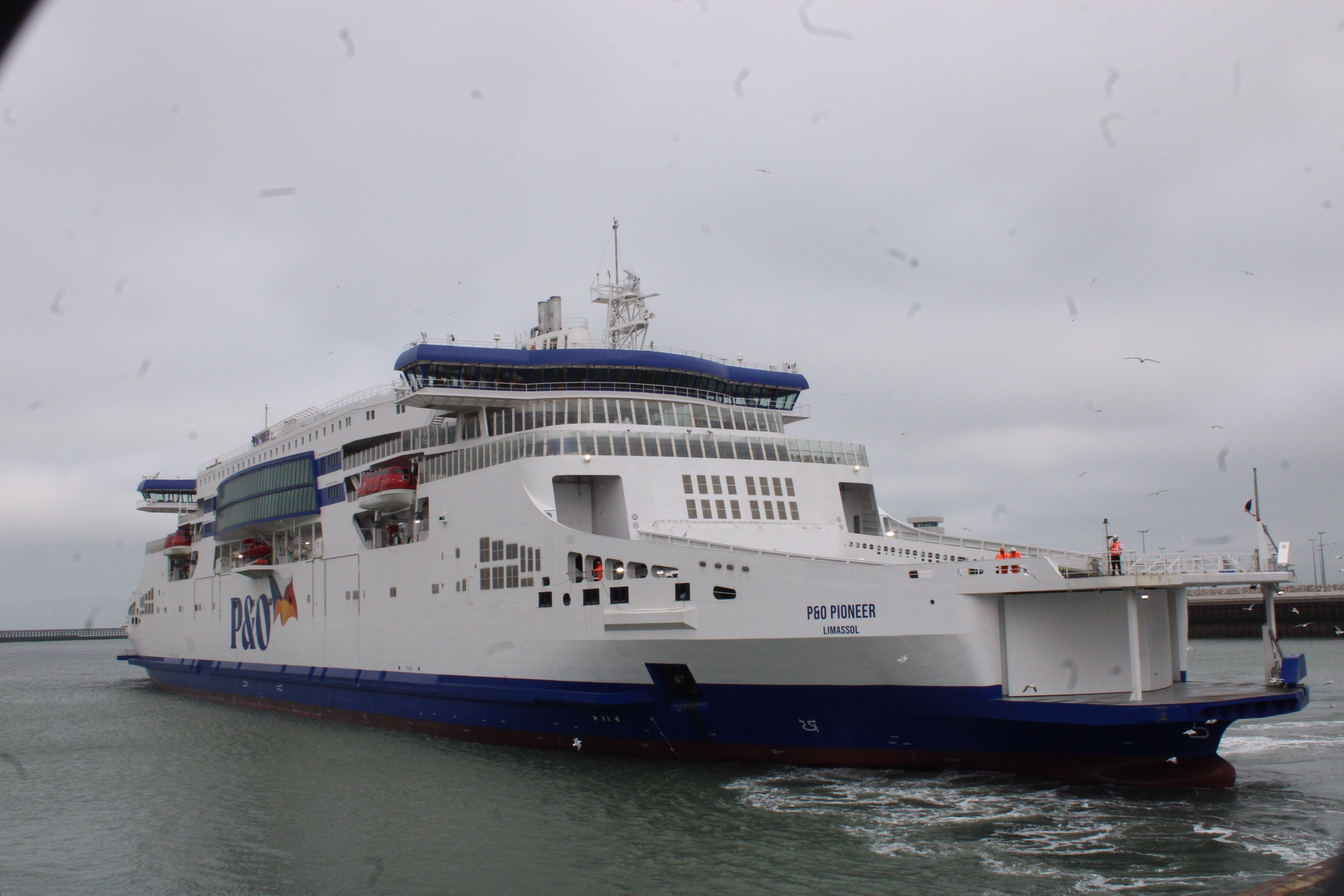
Il P&O Pioneer in partenza da Calais nel 2023.

## Navi gemelle
- P&O Liberté